# Дукас Сахинис
Дукас Сахинис (на гръцки: Δούκας Σαχίνης) е гръцки андартски деец от Западна Македония.

## Биография
Дукас Сахинис е роден в 1865 година в Солун, тогава в Османската империя, днес в Гърция. Учи медицина в Атина и Париж. В 1890 година се установява и практикува в западномакедонския град Костур. По време на гръцката въоръжена пропаганда в Македония е сътрудник на костурския ѝ ръководител митрополит Германос Костурски. Обявен е за агент от ІII ред.
Умира в 1923 година. Негов син е писателят Апостолос Сахинис.